# Bulbophyllum evasum
Bulbophyllum evasum är en orkidéart som beskrevs av Trevor Edgar Hunt och Herman Montague Rucker Rupp. Bulbophyllum evasum ingår i släktet Bulbophyllum och familjen orkidéer. Inga underarter finns listade i Catalogue of Life.